# Héctor Carlos Álvarez
Héctor Carlos Álvarez (Villa Constitución, Santa Fe, Argentina, 12 de diciembre de 1977) es un exfutbolista argentino. Jugaba como delantero.

## Trayectoria
Se formó en las categorías inferiores del Banfield, en el cual llegó a debutar en Primera División Argentina. Más tarde pasó por diferentes equipos de México. De regreso a su país, jugó en el Club Atlético Tucumán, disputando en Torneo Argentino A, del cual salió campeón y obtuvo el ascenso a la Primera "B" Nacional el 14 de junio de 2008. Tras su paso por el club tucumano, regresó al fútbol mexicano. Posteriormente fichó por el Club Atlético San Martín. En 2010 militó nuevamente en Atlético Tucumán. Luego pasó, a mediados de 2011, a Patronato. A principios de 2012, fichó con Juventud Antoniana. Se retiró en Club Atlético Porvenir Talleres.

## Clubes
| Club                    | País      | Año       | PJ  | Gol |
| ----------------------- | --------- | --------- | --- | --- |
| Banfield                | Argentina | 1996-1998 | 15  | 0   |
| Águilas de Tamaulipas   | México    | 1999-2001 | 0   | 0   |
| Tampico Madero          | México    | 2001-2002 | 39  | 30  |
| Zacatepec               | México    | 2002-2003 | 41  | 44  |
| Club León               | México    | 2003-2004 | 17  | 17  |
| Correcaminos de la UAT  | México    | 2005      | 40  | 20  |
| Club León               | México    | 2005      | 16  | 13  |
| Huracán                 | Argentina | 2006      | 21  | 7   |
| Correcaminos de la UAT  | México    | 2006-2007 | 10  | 9   |
| Atlético Tucumán        | Argentina | 2008      | 17  | 13  |
| Coatzacoalcos           | México    | 2008      | 15  | 4   |
| Montevideo Wanderers    | Uruguay   | 2009      | 9   | 2   |
| San Martín de Tucumán   | Argentina | 2009      | 29  | 14  |
| Atlético Tucumán        | Argentina | 2010-2011 | 31  | 8   |
| Patronato               | Argentina | 2011      | 4   | 1   |
| Juventud Antoniana      | Argentina | 2012      | 8   | 0   |
| Central Córdoba         | Argentina | 2012-2013 | 11  | 2   |
| M.Moreno Coronel Bogado | Argentina | 2015-2016 | 183 | 999 |

### Distinciones individuales
| Distinción                        | Año                                     |
| --------------------------------- | --------------------------------------- |
| Goleador de la Liga de Ascenso MX | Apertura 2001/Tampico-Madero (16 goles) |
| Goleador de la Liga de Ascenso MX | Apertura 2002/Zacatepec (23 goles)      |
| Liga Regional del Sud ]]          | Campeón 2015/M.Moreno                   |